# Волтон Гоггінс
Волтон Сандерс Гоггінс молодший (англ. Walton Sanders Goggins Jr.; нар. 10 листопада 1971, Бірмінгем, Алабама) — американський актор. Відомий за виконання ролі Шейна Вандрелла у серіалі «Щит» (2002—2008), Бойда Краудера в «Виправданий» (2010—2015), Клея Гокінса в «Лінкольні» (2012), Біллі Краша в «Джанґо вільний» (2012), Кріса Маннікса у фільмі «Мерзенна вісімка» (2015), Лі Рассела у «Віцедиректори» (2016—2017), Лоуренса у «Той, що біжить лабіринтом: Ліки від смерті» (2018), Матіаса Фогеля у «Розкрадачка гробниць: Лара Крофт» (2018) та Сонні Берча у «Людина-мураха та Оса» (2018). Він був номінований на премію прайм-тайм премію «Еммі» як найкращий актор другого плану у драматичному телесеріалі («Виправданий»). Волтон також зняв і знявся у короткометражному фільмі 2001 року «Бухгалтер», який отримав премію «Оскар» за найкращий ігровий короткометражний фільм.

## Раннє життя
Волтон Гоггінс народився у Бірмінгемі, штат Алабама. Його батьки Джанет Лонг та Волтон Сандерс Гоггінс старший. Він виріс у Літіа-Спрінгс, штат Джорджія, навчався в середній школі Літія-Спрінгс і протягом одного року в Південному університеті Джорджії.

## Кар'єра
Коли Гоггінсу було 19 років, він переїхав до Лос-Анджелеса, щоб продовжити акторську кар'єру. Працював на службі паркування автомобілів для різних ресторанів у Долині та продавав ковбойські черевики. У 1990 році, після кількох акторських ролей в Джорджії, він отримав свою першу велику роль у «Вбивстві» в Міссісіпі. Під час зйомок Волтон познайомився і подружився з Реєм Мак-Кінноном, який зіграв роль його батька у фільмі. Потім Гоггінс розпочав творче партнерство з Реєм.
Волтон Гоггінс зіграв детектива Шейна Вендрелла у серіалі FX «Щит».
Гоггінс і Мак-Кіннон створили свою продюсерську компанію Ginny Mule Pictures, яка випустила чотири фільми: «Бухгалтер» (короткометражний фільм, який у 2001 році отримав премію «Оскар» за найкращий ігровий короткометражний фільм), «Крістал» (драматичний конкурс «Санденс»), «Ренді і Моб» і «Це вечірнє сонце» (яке виграло Південь за спеціальною премією журі Південного Заходу 2009). Вони також створили серіал Rectify. Гоггінс був призначений зіграти головну роль.
Волтон виконав роль Бойда Краудера в пілотному епізоді серіалу FX 2010 "Виправданий ", виконуючи при цьому головну допоміжну роль засудженого до смертної кари, на якого полюють титульні антагоністи у фільмі «Хижаки» (2010). Персонаж Бойда мав померти в цьому епізоді, але продюсер серіалу «Виправданий» Йост зберіг персонажа, оскільки тестовій аудиторії дуже сподобалась гра Волтона Гоггінса. У травні 2010 року він вже був у головному складі 2 сезону.
У травні 2011 року Гоггінс з'явився в «Кодексі Заходу» — рекламному ролику кампанії Ram Truck «Guts & Glory». Також він знявся в «Ковбоях проти прибульців» як бандит Гант. У липні 2011 року Волтон Гоггінс був номінований на премію «Еммі» як найкращий актор другого плану в драматичному телесеріалі «Виправданий». Ще Волтон зобразив садистського наглядача і дресувальника боїв Біллі Краша у фільмі «Джанґо вільний» 2012 року.
З 2012 по 2013 рік Гоггінс зіграв роль трансгендерної повії Венери Ван Дам у серіалі FX «Сини анархії». «Венера Ван Дам» — це п'єса під таємною назвою «Клетус Ван Дамм», яку використовував Шейн Вендрелл.
Також Волтон зіграв Кріса Маннікса у фільмі «Мерзенна вісімка» та Лі Рассела у «Віцедиректорах» серіалу HBO. Критик New York Times Майк Гейл писав про Гоггінса так: «Волтон звик бути найкращим у телевізійних шоу, в яких він бере участь».
У 2018 році Гоггінс знявся у фільмі «Той, що біжить лабіринтом: Ліки від смерті», він виконав роль Лоуренса, також Матіаса Фогеля у фільмі «Розкрадачка гробниць: Лара Крофт» та Сонні Берча — «Людина-мураха та Оса».
Ще Волтон виконує роль Вейда — це головний герой ситкому CBS «The Unicorn», прем'єра якого відбулася у 2019 році. Він знову співпрацював з Денні Макбрайдом у фільмі «Праведні дорогоцінні камені», виконуючи роль преподобного «Малюка» Біллі Фрімена.
У 2020 році, Гоггінс озвучив частину реального злочинного подкасту «Deep Cover: The Drug Wars».

## Професійне визнання
Гоггінс отримав величезний потік визнання за свою професійну діяльність. Рай МакКіннон, Ліза Блаунт та Джіні Мюл Пікчерс отримали нагороду Spirit of Slamdance на кінофестивалі Slamdance у 2001 році за короткометражний фільм «Бухгалтер», який потім у 2002 році отримала премію «Оскар» за найкращий короткометражний живий екшн. Інший їхній фільм «Кристал» з'явився у 2004 році на кінофестивалі «Санденс». І це тріо знову було нагороджено премією «Дух блаженства».
У 2009 році Волтон був номінований на премію «Асоціації телевізійних критиків за індивідуальні досягнення в драмі» за роль Шейна Вендрелла (детектива) у фільмі «Щит». Також у 2009 Мак-Кіннон, Волтон Гоггінс, Гел Голбрук та решта головного складу «Вечірнього сонця» виграли нагороду за найкращий акторський склад на конкурсі South by Southwest Film Festival.
Ще Гоггінс був номінований на премію «Товариства кінокритиків Сан-Дієго за найкращу гру акторського складу» у 2013 році за роль у фільмі Квентіна Тарантіно «Джанґо вільний».
За роль Бойда Краудера у «Виправданому» Волтон у 2011 році був номінований на премію «Еммі», як видатний актор другого плану в драматичному серіалі, ще отримав нагороду «Супутник» за найкращу чоловічу роль другого плану — серіал, мінісеріал або телевізійний фільм у 2011 році, нагороду «Телегід» за «Улюбленого лиходія» у 2013 році, також отримав телевізійну премію «Інтернет-асоціації кіно і телебачення» за найкращу чоловічу роль другого плану в драматичному серіалі у 2011 та 2014 роках і ще телевізійну премію «Вибір критиків» за найкращу чоловічу роль другого плану у драматичних серіалах у 2011, 2013, 2014 та 2015 рік.
За роль Венери Ван Дам у фільмі «Сини анархії» Волтон отримав номінацію на телевізійну премію «Інтернет-асоціації кіно і телебачення» за найкращу гостьову роль у драматичному серіалі у 2013 і 2014 роках, а також він був номінований на телевізійну премію «Вибір критиків» за найкращого гостьового виконавця в драмі серіалі у 2014 та 2015 роках.

## Особисте життя
Волтон Гоггінс був одружений з канадкою Леанн Каун (1967 року народження). Вона мала власний бізнес з вигулу собак у Лорел-Каньйоні в Каліфорнії. Леанн померла від самогубства 12 листопада 2004 р.
У серпні 2011 року Гоггінс одружився з Надією Коннерс. Вона була режисером. До весілля, у лютому 2011 в пари народився син, його назвали Августом.
Під час відпустки, подорожуючи по Індії, Гоггінс створив власний блог. У ньому він публікує частину своїх фотографій. Ще Волтон бере участь у різних некомерційних організаціях, від екологічних до гуманітарних і регулярно відвідує заходи Global Green USA.  Крім того, він є партнером компанії Mulholland Distilling.

## Фільмографія

### Кінофільми
| Рік  |    | Українська назва                           | Оригінальна назва                | Роль                                                   |
| ---- | -- | ------------------------------------------ | -------------------------------- | ------------------------------------------------------ |
| 1992 | ф  | Містер суботній вечір                      | Mr. Saturday Night               | тремтяча дитина                                        |
| 1994 | ф  | Малюк-каратист 4                           | The Next Karate Kid              | Чарлі                                                  |
| 1997 | ф  | Апостол                                    | The Apostle                      | Сем                                                    |
| 1997 | ф  | Американські гірки                         | Switchback                       | Бад                                                    |
| 1998 | ф  | Вища ліга 3                                | Major League: Back to the Minors | Біллі "Даунтаун" Андерсон                              |
| 2000 | ф  | Ворон 3: Спасіння                          | The Crow: Salvation              | Стен Робертс                                           |
| 2000 | ф  | Шанхайський полудень                       | Shanghai Noon                    | Воллес                                                 |
| 2001 | ф  | Нічого собі поїздочка                      | Joy Ride                         | поліцейський (видалена сцена)                          |
| 2002 | ф  | Ідентифікація Борна                        | The Bourne Identity              | співробітник #1                                        |
| 2003 | ф  | Будинок 1000 трупів                        | House of 1000 Corpses            | шериф Стів Неш                                         |
| 2005 | ф  | Найпрудкіший Індіан                        | The World's Fastest Indian       | Марті Дікерсон                                         |
| 2007 | ф  |                                            | Randy and the Mob                | Тіно Армані                                            |
| 2008 | ф  | Крилаті істоти                             | Winged Creatures                 | Зак                                                    |
| 2008 | ф  | Диво святої Анни                           | Miracle at St. Anna              | капітан Ноукс                                          |
| 2009 | ф  | Це вечірнє сонце                           | That Evening Sun                 | Пол Мічем                                              |
| 2009 | ф  | Збитки                                     | Damage                           | Ріно Полсент                                           |
| 2010 | ф  | Хижаки                                     | Predators                        | Стенс                                                  |
| 2011 | ф  | Ковбої проти прибульців                    | Cowboys & Aliens                 | Гант                                                   |
| 2011 | ф  | Солом'яні пси                              | Straw Dogs                       | Деніел Нілс                                            |
| 2012 | ф  | Лінкольн                                   | Lincoln                          | Веллс Гатчинс                                          |
| 2012 | ф  | Джанґо вільний                             | Django Unchained                 | Біллі Креш                                             |
| 2013 | ф  |                                            | Officer Down                     | детектив Нік Лог / Ангел                               |
| 2013 | ф  | G.I. Joe: Атака Кобри 2                    | G.I. Joe: Retaliation            | Найджел Джеймс                                         |
| 2013 | ф  | Мачете вбиває                              | Machete Kills                    | Перше обличчя Хамелеона                                |
| 2015 | ф  | Мохаве                                     | Mojave                           | Джим                                                   |
| 2015 | ф  | Ультраамериканці                           | American Ultra                   | Хохмач                                                 |
| 2015 | ф  | Мерзенна вісімка                           | The Hateful Eight                | Кріс Меннікс                                           |
| 2017 | ф  | Три Христа                                 | Three Christs                    | Леон Габор                                             |
| 2018 | ф  | Той, що біжить лабіринтом: Ліки від смерті | The Maze Runner: The Death Cure  | Лоуренс                                                |
| 2018 | ф  | Розкрадачка гробниць: Лара Крофт           | Tomb Raider                      | отець Матіас Фогель                                    |
| 2018 | ф  | Людина-мураха та Оса                       | Ant-Man and The Wasp             | Сонні Берч                                             |
| 2019 | ф  | Одного разу в… Голлівуді                   | Once Upon a Time in Hollywood    | реклама пива Old Chattanooga (голос, розширена версія) |
| 2020 | ф  | Полювання на Санту                         | Fatman                           | найманий вбивця                                        |
| 2021 | мф | Спіріт: Дикий мустанг                      | Spirit Untamed                   | Хендрікс (голос)                                       |
| 2022 | ф  |                                            | Dreamin' Wild                    | Джо                                                    |
| 2024 | ф  | Найщасливіша людина в Америці              | The Luckiest Man in America      | Пітер Томаркен                                         |

### Телебачення
| Рік       |    | Українська назва                   | Оригінальна назва              | Роль                                            |
| --------- | -- | ---------------------------------- | ------------------------------ | ----------------------------------------------- |
| 1990      | тф |                                    | Murder in Mississippi          | Лайл                                            |
| 1992      | с  | Район Беверлі-Гіллз                | Beverly Hills, 90210           | Майк Мучін (Епізод: "The Pit and the Pendulum") |
| 1993      | с  | Королева                           | Queen                          | юнак #1 (Епізод: "Part I")                      |
| 1993      | с  | Ренегат                            | Renegade                       | Ленс Макбрайд (Епізод: "Wheel Man")             |
| 1995      | с  | Військово-юридична служба          | JAG                            | офіцер (Епізод: "Desert Son")                   |
| 1998      | с  | Поліція Нью-Йорка                  | NYPD Blue                      | Террі (Епізод: "Honeymoon at Viagra Falls")     |
| 2002—2008 | с  | Щит                                | The Shield                     | детектив Шейн Вендрелл (88 епізодів)            |
| 2007      | с  | C.S.I.: Місце злочину              | CSI: Crime Scene Investigation | Марлон Фрост (Епізод: "Empty Eyes")             |
| 2009      | с  | Криміналісти: мислити як злочинець | Criminal Minds                 | Джон Кулі (Епізод: "Demonology")                |
| 2009      | с  | C.S.I.: Місце злочину Маямі        | CSI: Miami                     | Шон Еколз (Епізод: "Dissolved")                 |
| 2010—2015 | с  | Правосуддя                         | Justified                      | Бойд Кроудер (74 епізоди)                       |
| 2012—2014 | с  | Сини анархії                       | Sons of Anarchy                | Венус Ван Дамм (6 епізодів)                     |
| 2014      | с  | Спільнота                          | Community                      | містер Стоун (Епізод: "Cooperative Polygraphy") |
| 2016—2017 | с  | Завучі                             | Vice Principals                | Лі Рассел (18 епізодів)                         |
| 2017—2018 | с  | Шість                              | Six                            | Річард «Ріп» Таггарт (11 епізодів)              |
| 2018      | с  | Теорія Великого вибуху             | The Big Bang Theory            | Олівер (Епізод: "The Separation Triangulation") |
| 2019—2020 | с  | Єдиноріг                           | Unicorn                        | Вейд (31 епізод)                                |
| 2019—2023 | с  | Праведні Джемстоуни                | The Righteous Gemstones        | Малюк Біллі Фрімен (18 епізодів)                |
| 2021—2025 | мс | Невразливий                        | Invincible                     | Сесіл Стедман (21 епізод)                       |
| 2022      | с  | Джордж і Теммі                     | George & Tammy                 | граф «Арахіс» Монтгомері (6 епізодів)           |
| 2022      | с  | Останні дні Птолемея Грея          | The Last Days of Ptolemy Grey  | доктор Рубін (5 епізодів)                       |
| 2023      | с  |                                    | I'm a Virgo                    | Джей Віттл (5 епізодів)                         |
| 2024—...  | с  | Фолаут                             | Fallout                        | гуль Купер Говард (7 епізодів)                  |
| 2024      | мс | А що як...?                        | What If...?                    | Сонні Берч (Епізод: "What If... 1872?")         |
| 2025      | с  | Білий лотос                        | The White Lotus                | Рік Хетчетт (8 епізодів)                        |

### Відеоігри
| Рік  |    | Українська назва                        | Оригінальна назва                       | Роль                   |
| ---- | -- | --------------------------------------- | --------------------------------------- | ---------------------- |
| 1995 | вг | Wing Commander IV: The Price of Freedom | Wing Commander IV: The Price of Freedom | пілот                  |
| 2007 | вг | The Shield                              | The Shield                              | детектив Шейн Вендрелл |
| 2017 | вг | Prey                                    | Prey                                    | Аарон Інграм           |